# Alexander Roob
Alexander Roob (* 1956 in Laumersheim) ist ein deutscher Zeichner und ehemaliger Hochschullehrer für Malerei an der Staatlichen Akademie der Bildenden Künste Stuttgart.

## Werdegang
Alexander Roob schuf 1975/1976 die Reihe Der Kommissar, der aussieht wie Lenin mit 143 Zeichnungen, anschließend fertigte er bis 1979 Comicstripserien für Berliner Stadtmagazine an. Von 1977 bis 1985 studierte er Malerei an der Hochschule der Künste Berlin (HdK) und war Meisterschüler von Wolfgang Petrick. In dieser Zeit malte Roob Kulissen unter anderem für die Berliner Schaubühne und Rosa von Praunheims Remake Horror Vacui an. Mit Volker März gründete er 1984 eine „Malerwerkstatt nach nazarenischem Vorbild“.
Nach einer Reihe von Arbeitsstipendien übernahm Roob von 2000 bis 2002 eine Professur für Zeichnung an der Hochschule für Bildende Künste Hamburg und zudem 2001 einen Lehrauftrag am Center for Drawing der Wimbledon School of Art in London. Von 2002 bis 2022 wurde er zum Professor für Freie Grafik mit Malerei an der Staatlichen Akademie der Bildenden Künste Stuttgart (abk) berufen. Zwischen 2008 und 2018 nahm Roob Lehraufträge für Illustrationsgeschichte an der Hochschule Luzern wahr. Zur Vorbereitung der Ausstellung Die Pfeile des wilden Apollo. Klopstockkult und Ossianfieber übernahm er 2023/2024 einen Lehrauftrag an der Akademie der bildenden Künste Wien.
Roob gründete 2006 mit Clemens Krümmel das „Melton Prior Institut“ für Reportagezeichnung und Druckkultur in Düsseldorf. Vier Jahre später richtete er ein William-James-Linton-Archiv „zur Erforschung der Bezüge zwischen Xylographiehistorie und politischem Radikalismus“ ein.
Roob lebt in Düsseldorf und in der Eifel.

## Stipendien und Auszeichnungen (Auswahl)
- 1986: DAAD-Stipendium in Zürich bei Urs Lüthi
- 1987: Förderpreis des Landes Rheinland-Pfalz
- 1992: Zeichenstipendium der Stadt Nürnberg
- 1993: Arbeitsstipendium der Stiftung Kunstfonds
- 1996/1997: Rompreis der Villa Massimo[2]
- 2001 Zeichenstipendium mit Lehrauftrag am Center for Drawing der Wimbledon School of Art, London
- 2006/2007: Residenzstipendium im Goethe-Instituts Luxemburg im Rahmen von Memoires croisées[1]

## Arbeiten im öffentlichen Raum (Auswahl)
- St.-Thomas-Kirche am Mariannenplatz, Berlin – Kreuzwegbilder mit Volker März, 1983[1]
- Lutherkirche, Frankenthal (Pfalz) – zwölfteiliger Bilderzyklus zum Alten und Neuen Testament, 1985[3]
- Pfalzinstitut für Hören und Kommunikation, Frankenthal (Pfalz) – Wandbild am Nebengebäude

## Arbeiten in öffentlichen Sammlungen (Auswahl)
- Kupferstichkabinett Berlin
- Kupferstichkabinett Dresden
- Museum Kunstpalast, Düsseldorf
- Museum für Moderne Kunst, Frankfurt am Main
- Städel, Frankfurt am Main
- Osthaus Museum Hagen
- Museum Pfalzgalerie Kaiserslautern
- Landesmuseum Mainz
- Lenbachhaus, München
- Staatliche Graphische Sammlung München
- Neues Museum Nürnberg
- Kunstmuseum Stuttgart
- Staatsgalerie Stuttgart
- Wimbledon School of Art, London
- Albertina, Wien
- Kunsthaus Zug, Schweiz[4]

## Ausstellungen (Auswahl)
Einzelausstellungen:
- 1981: Bilder, Zeichnungen, Objekte. Galerie Kulmer Straße, Berlin
- 1982: Alexander Roob. Galerie Kulmer Straße, Berlin
- 1988: Codex Skarabäus. Pfalzgalerie Kaiserslautern
- 1991: CS I-III. Bildroman. Heidelberger Kunstverein
- 1992: Dachdecker im CS. Städtische Galerie Göppingen
- 1992: CS IV. Bildroman. Der Punkt rho. Norishalle, Nürnberg
- 1995: CS V. Bildroman. Stadtgalerie Saarbrücken
- 1996: CS V. Bildroman. Overbeck-Gesellschaft Lübeck; Kunstverein Freiburg
- 1998: CS VI. Bildroman. Osthaus Museum Hagen
- 1998: Zeichnung als Partikel. Städtische Galerie im Lenbachhaus, München
- 1999: CS VII. Graphische Sammlung Albertina, Wien
- 2000: Richter zeichnen. Museum für Moderne Kunst, Frankfurt
- 2001: CS-Protocol. Centre for Drawing der Wimbledon School of Art, London
- 2002: Post (Frankfurter Sequenzen III). Museum für Kommunikation Frankfurt
- 2013: Porter/Re-Porter / Anti-Porter (Kubus Kunstpreis). Kunstmuseum Stuttgart.[5]

Gruppenausstellungen:
- 1982: Kartoffelesser. Lothringerhallen München
- 1997: Augenzeugen. Kunstmuseum Düsseldorf
- 1997: Am Nerv der Zeit. Nassauischer Kunstverein Wiesbaden
- 1998: Vollkommen gewöhnlich. Kunstverein Freiburg; Kunsthalle Kiel; …
- 1999: Museum der Museen. Osthaus Museum Hagen
- 2001: Geldfluss. Taxispalais – Kunsthalle Tirol, Innsbruck
- 2001: Frankfurter Kreuz. Schirn Kunsthalle Frankfurt
- 2003: Kunsthaus Zug mobil gezeichnet. Kunsthaus Zug
- 2003: Die Sehnsucht des Kartografen. Kunstverein Hannover
- 2004: Funny Cuts. Cartoons und Comics in der zeitgenössischen Kunst. Staatsgalerie Stuttgart
- 2004: Tauchfahrten. Zeichnung als Reportage. Kunstverein Hannover
- 2004/3504: Subduktive Maßnahmen ZBO – SdM 052004
- 2005: Deep Action. Wolfgang Petrick und Meisterschüler. Georg Kolbe Museum, Berlin
- 2005: Strip. Bilder in Folge, Kunstverein Hannover und Projektraum Deutscher Künstlerbund, Berlin
- 2005: 50 Jahre documenta 1955–2005. Kunsthalle Fridericianum, Kassel
- 2008: Vertrautes Terrain. Aktuelle Kunst in & über Deutschland. ZKM, Karlsruhe
- 2010: Linie, Line, Linea, Zeichnung der Gegenwart. Kunstmuseum Bonn
- 2010: Fremde Heimat. Kunsthalle Mannheim
- 2014: Turning Points. The Twentieth Century through 1914, 1939, 1989 and 2004. Ungarische Nationalgalerie, Budapest
- 2018: Der Flaneur. Vom Impressionismus bis zur Gegenwart. Kunstmuseum Bonn
- 2019: The Fountain Mémoire. Deutscher Künstlerbund, Berlin
- 2020: Gezeichnete Stadt. Arbeiten auf Papier 1945 bis heute. Berlinische Galerie[5]

## Publikationen (Auswahl)
Schriften:
- Das hermetische Museum. Alchemie & Mystik. Taschen, Köln 1996; 14. Auflage 2023, ISBN 978-3-8365-4936-3.
- Theorie des Bildromans. Rom; Köln 1997, ISBN 978-3-932189-80-7.
- Tauben im TAL – über Bildhauerei. Duisburg; Berlin 2001.
- CS-Reports. Graef, Nürnberg 2004, ISBN 978-3-9808812-1-0.
- Auch ich in Verdun. Zu den Ansichten und Zeichnungen des Kriegsreisenden Goethe. Köln 2006, ISBN 978-3-89770-298-1.
- The history of press graphics, 1819–1921. Taschen, Köln 2023, ISBN 978-3-8365-0786-8.
- Sabine Folie (Hrsg.): Die Pfeile des wilden Apollo. Klopstockkult & Ossianfieber. Textem, Hamburg 2025, ISBN 978-3-86485-334-0.

Herausgeber:
- mit Thomas Ketelsen: Chinesische Methode. Die Fotografik der New School of Wood Engraving. Köln 2012, ISBN 978-3-938800-10-2.
- mit Michael Glasmeier: Henry James: Bild & Text. Bern; Wien 2016, ISBN 978-3-905799-35-4.

Kataloge:
- Zu vielen Ausstellungen Roobs sind Kataloge erschienen.

Online-Publikationen:
- Wider Daumier. Eine Revision der frühen französischen Karikaturbewegung und Sozialgrafik. 2008, online Melton Prior Institut
- Auch ich in Verdun. Zu den Ansichten und Zeichnungen des Kriegsreisenden Goethe. (meltonpriorinstitut.org).
- Van Goghs Favorites I, Hubert Herkomer und die Schule des englischen Sozialrealismus. 2007.
- Der Skalp im Rasternetz. Menzel und die Entwicklung der illustrierten Presse. (PDF; 4,1 MB)
- Thomas Nast und Theodor Kaufmann: Höhere Arten von Hieroglyphe. Feature vom 10. November 2012, Melton Prior Institut.

Dokumentarfilm:
- mit Marie Pesenti, Klaus Gallwitz, Fabrice Hergott: Hitler in der Hölle: Das Vermächtnis des Malers Joseph Steib. 26 Minuten; Arte, zuletzt gezeigt am 21. Mai 2017.

## Belege
1. 1 2 3 4 5 6  alexanderroob.org: Alexander Roob. CV. Abgerufen am 29. Juli 2025.
2. ↑  Villa Massimo 1996–1997. Stipendiaten. Abgerufen am 29. Juli 2025.
3. ↑  Manfred Däuble: Geschichte der Lutherkirche und Lutherkirchengemeinde. In: Mittendrin. 50 Jahre Lutherkirche Frankenthal. Festschrift und Baustein. Frankenthal 2014. S. 22
4. ↑  alexanderroob.org: Öffentliche Sammlungen. Abgerufen am 29. Juli 2025.
5. 1 2  alexanderroob.org: Ausstellungen. Abgerufen am 29. Juli 2025.

| Personendaten    | Personendaten                          |
| ---------------- | -------------------------------------- |
| NAME             | Roob, Alexander                        |
| KURZBESCHREIBUNG | deutscher Künstler und Hochschullehrer |
| GEBURTSDATUM     | 1956                                   |
| GEBURTSORT       | Laumersheim                            |